# 紺綬褒章
紺綬褒章（日语：／）是由日本政府对“为公益捐助私财功绩显著者”长期颁授的一种褒章，1918年（大正7年）根据大正7年勅令第349号创制；上位褒章为蓝绶褒章。
1919年（大正8年），向济生会捐资5万日元的政治家小野光景成为首位受章者；紺綬褒章授予时点与其它褒章仅限于春秋两季授予不同，每月月末由内阁决定；常年坚持捐资者有可能多次获授，其中古賀常次郎曾获授110次，载于吉尼斯世界纪录。此外，紺綬褒章背面也不像其它褒章那样刻有“赐”字与受章者姓名。
根据1980年（昭和55年）的授予基准，紺綬褒章主要授予向国家、地方公共团体、公益团体（日本赤十字社与日本水难救济会等）捐资500万日元的个人与捐资1,000万日元以上的团体。捐资额超过1,500万日元者同时授予赏杯。